# Die Ärzte

Het embleem van de band

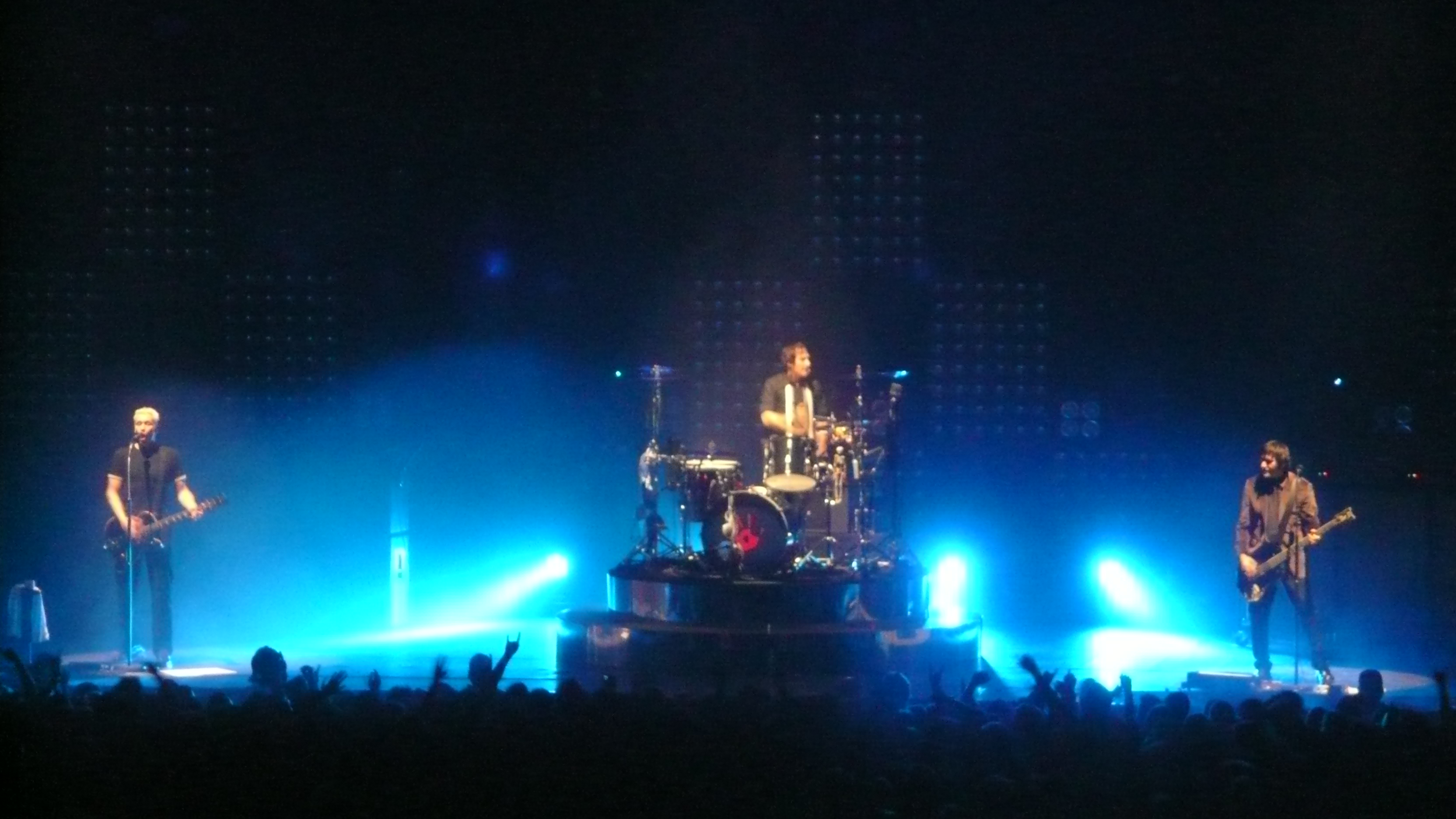
Die Ärzte in Keulen, 2007

Die Ärzte (ook wel gespeld als "die ärzte", Duits voor "de artsen") is een Duitse punkrockband uit Berlijn, opgericht in 1982. Die Ärzte wordt, naast Die Toten Hosen, beschouwd als de bekendste punkrockband van Duitsland. In 2003 werden ze hiervoor beloond in de vorm van een MTV Europe Music Award voor "Beste Duitse act". Sinds 1993 bestaat de band uit zanger en gitarist Farin Urlaub ("Fahr in Urlaub", ofwel "Ga op vakantie", pseudoniem van Jan Vetter), drummer Bela B (Dirk Felsenheimer) en bassist Rodrigo González. Geen van de bandleden is daadwerkelijk arts.
In 1998 had de band in Nederland een bescheiden hitje met Männer sind Schweine, dat zich bevond op het album 13. Naast dit nummer, zijn in Duitsland ook o.a. Schrei nach liebe (1993), Unrockbar (2003) en Junge (2007) bekende nummers van de band. In 2001 haalde Die Ärzte het Guinness Book of Records met de bijzondere single "Yoko Ono" van het album Runter mit den Spendierhosen, Unsichtbarer!. Het nummer is slechts 30 seconden lang, en de video clip 45 seconden.

De groep bestaat uit zanger-gitarist Jan Vetter (die de bijnaam Farin Urlaub heeft), drummer Dirk Felsenheimer (Bela B.) en bassist Hans Runge (Sahnie), die de groep verliet in 1985. Het huidige drietal bestaat ook nog uit Rodrigo González, die de bas bespeelt. Vetter en Felsenheimer kwamen uit een andere groep, die Soilent Grün genaamd was. Nadat ze een regionale talentenwedstrijd wonnen, brachten ze hun eerste EP, 'Uns geht's prima' uit in 1983. Hun debuutalbum 'Debil' kwam uit in 1984, een jaar later gevolgd door 'Im Schatten der Ärzte'. Hun provocatieve songteksten brachtten de Germaanse autoriteiten er meelmaals toe om censuur te plegen, maar desondanks brachten ze nog andere albums uit, zoals 'Die Ärzte' (1986) en 'Das ist nicht die ganze Wahrheit' (1988), waarna ze stopten.
Ze kwamen opnieuw samen in 1993 voor het album 'Die Bestie in Menschengestalt' en brachten nog meer albums uit, waaronder 'Planet Punk' (1995), 'Le Frisur' (1996), '13' (1998), 'Runter mit den Spendierhosen, Unsichtbarer!' (2000), '5, 6, 7, 8 - Bullenstaat!' (2001), 'Geräusch' (2003), 'Jazz ist anders' (2007) en 'Auch' (2012). Het nummer 'zeiDverschwÄndung' van de laatste release ging naar nummer drie in de Billboard Duitsland Songs-hitlijst. 'Schrei Nach Liebe', van hun album 'Die Nacht de Dämonen: Live' uit 2013, stond bovenaan de Duitse Songs-hitlijst. Hun album 'Seitenhirsch' uit 2018 piekte op nummer tien in de Duitse albumlijst en 'They've Give Me Schrott!: Die Outtakes' bereikte nummer twee in 2019. Hun schema voor 2019 omvatte optredens op locaties in steden als Warschau, Praag, Zagreb, Milaan, Ljubljana, Straatsburg, Luxemburg, Amsterdam, Brussel, Nickelsdorf, Oostenrijk, en in St. Gallen, Zwitserland met Florence and the Machine.

## Discografie

### Albums
- Uns geht's prima... (1984)
- Debil (1984)
- Im Schatten der Ärzte (1985)
- Die Ärzte (1986)
- Ist das alles? (13 Höhepunkte mit den Ärzten) (1987) (verzamelalbum)
- Ab 18 (1987) (verzamelalbum)
- Das ist nicht die ganze Wahrheit (1988)
- Live - Nach uns die Sintflut  (1988) (livealbum)
- Die Ärzte früher!/Der Ausverkauf geht weiter! (1989)
- Die Bestie in Menschengestalt  (1993)
- Das Beste von kurz nach früher bis jetze (1994) (verzamelalbum)
- Planet Punk (1995)
- Le Frisur (1996)
- 13 (1998)
- Wir wollen nur Deine Seele (1999)
- Satanische Pferde (2000) (livealbum)
- Runter mit den Spendierhosen, Unsichtbarer! (2000)
- Männer haben kein Gehirn(2001)
- 5, 6, 7, 8 - Bullenstaat! (2001)
- Unplugged - Rock'n'Roll Realschule (2002) (livealbum)
- Geräusch (2003)
- Devil (2005)
- Bäst of (2006) (verzamelalbum)
- Jazz ist anders (2007)
- auch (2012)
- Die Nacht der Dämonen (2013) (livealbum)
- Seitenhirsch (2018) (verzamelalbum)
- They’ve Given Me Schrott! – Die Outtakes (2019) (verzamelalbum)
- Hell (2020)
- Dunkel (2021)